# Romuald Jędraszak
Romuald Jędraszak (ur. 15 września 1960 w Poznaniu) – polski muzyk tradycyjny z regionu Wielkopolski grający na dudach wielkopolskich.

## Życiorys
Uczył się gry na dudach począwszy od 11 roku życia od Stanisława Grocholskiego pochodzącego z Kołacina koło Śremu - budowniczego dud i muzyka tradycyjnego. Lekcje odbywały się w warsztacie mistrza w poznańskiej dzielnicy Górczyn. Następnie wstąpił do składu Kapeli Dudziarzy Wielkopolskich w Poznaniu prowadzonej wówczas przez St. Grocholskiego. W kapeli grali także najstarsi mistrzowie gry na dudach i skrzypcach, tacy jak Roman Wasielewski, Bronisław Buchwald, Piotr Machowski, od których młody muzyk wiele się nauczył.
Muzyk gra na dudach typu kościańsko-bukowskiego. Gra także na sierszeńkach, skrzypcach podwiązanych oraz na mazankach.
Obecnie Romuald Jędraszak jest szefem Kapeli Dudziarzy Wielkopolskich przy Centrum Kultury Zamek w Poznaniu. Często występuje z kapelą na przeglądach, festiwalach i imprezach okolicznościowych. Koncertował w 14 krajach Europy, w wielu miejscach Polski, a także prawie w każdej gminie Wielkopolski.
Repertuar to głównie tradycyjne wielkopolskie melodie taneczne i weselne: wiwaty, polki, chodzone, oberki, marsze  - głównie z mikroregionów z okolic Kościana, Bukówca, Leszna oraz Rawicza.
Jego nagrania solowe i wraz z kapelami znajdują się w archiwach Radiowego Centrum Kultury Ludowej Polskiego Radia oraz w zbiorach Radia Zachód w Zielonej Górze.

## Działalność pedagogiczna
Romuald Jędraszak prowadzi szeroko zakrojoną działalność edukacyjną. Wykształcił całe pokolenia młodych dudziarzy, tworząc kapele dudziarskie m.in. w Połajewie, Stęszewie, w Szamotułach, w Starym Gołębinie. Obecnie kształci ok. 40 uczniów.
Łącznie wykształcił około 70-80 uczniów, zarówno małe dzieci, młodzież jak i dorosłych; najstarszy uczeń jest emerytowanym profesorem Politechniki Poznańskiej. W pracy edukacyjnej stosuje tradycyjną metodę bezpośredniego przekazu „mistrz-uczeń”, bez znajomości nut, wyłącznie poprzez naśladowanie.
Pracuje także w Muzeum Instrumentów Muzycznych w Poznaniu, biorąc udział w działaniach edukacyjnych i wystawach.
Był członkiem zespołu przygotowującego projekt "Tradycje dudziarskie w Wielkopolsce" na krajową listę dziedzictwa niematerialnego (wpis 2017).

## Nagrody i odznaczenia
- 1973 - Nagroda specjalna dla najmłodszego instrumentalisty na Festiwalu Kapel i Śpiewaków Ludowych w Kazimierzu Dolnym nad Wisłą
- 2016 - I miejsce w kategorii solistów istrumentalistów na Festiwalu Kapel i Śpiewaków Ludowych w Kazimierzu Dolnym
- 2018 - Nagroda Kolberga za zasługi dla polskiej kultury ludowej[2]

## Dyskografia
- "Romuald Jędraszak. Portret dudziarza wielkopolskiego", wyd. Szamotulski Ośrodek Kultury 2018 ISBN 978-83-952-644-0-5
- "Grajcie dudy, grajcie basy" - wyd. Polskie Nagrania (w składzie kapeli Dudziarskiej Korzenie)
- "Lilija" 0 w składzie Kwartetu Pałuckiego, wyd. MDK Wągrowiec 2012
- "Wielkopolska. Muzyka do zabaw i tańców" - Mały Kolberg. Niezbędnik cz.1, wyd. IMiT 2017

## Filmografia
- Film "Dudy, gajdy, kozły", prod. Muzyka Odnaleziona, wyd. NINA
- Film "Dudy z krzywym rogiem i kozipł z długim bąkiem", prod. Vimax 2000
- "Duet z Wiwatem" - Katarzyna Hełpa-Liszkowska i Romuald Jędraszak, prod. Akademia Kolberga